# Liste von Zeitungen und Zeitschriften in der DDR

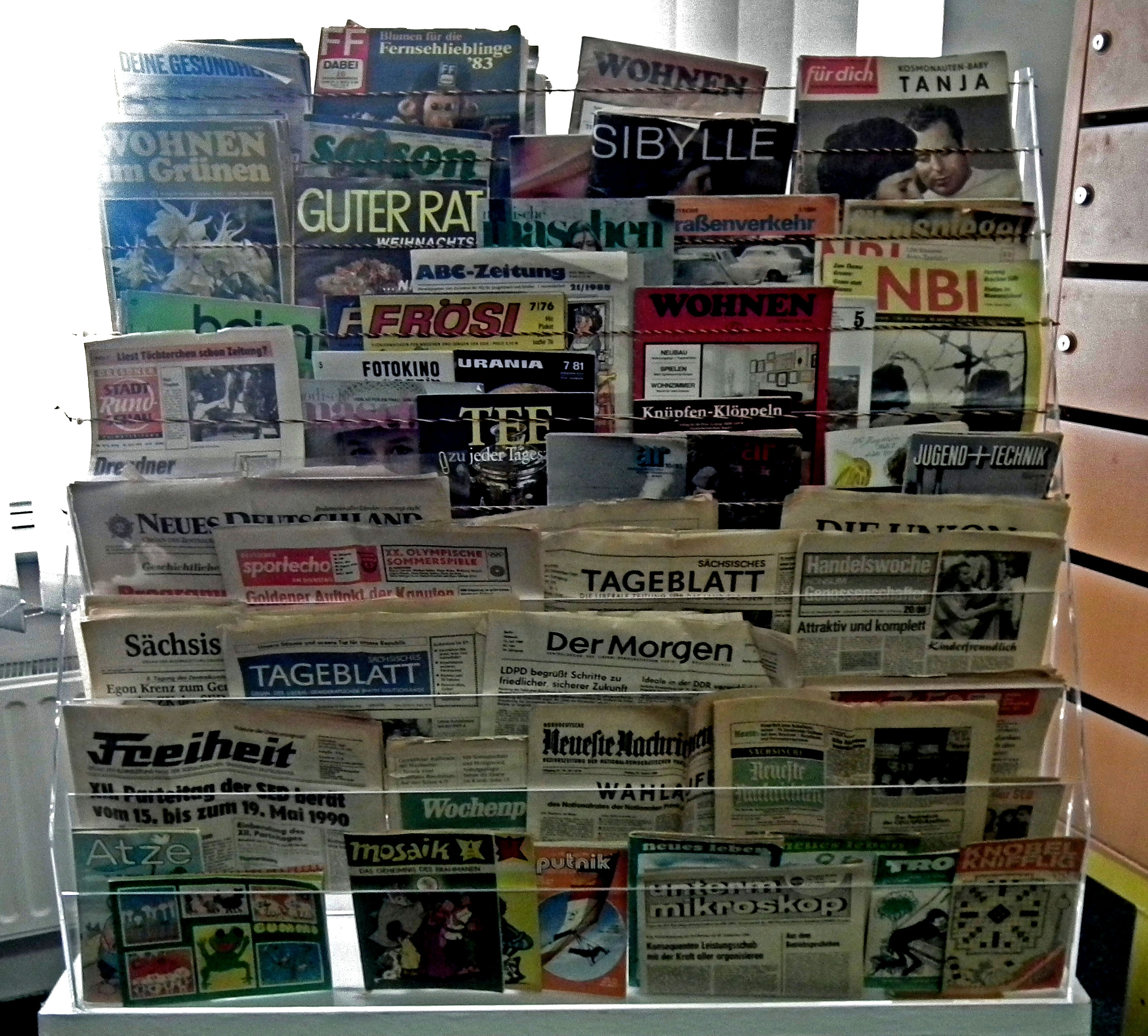
Zeitungen und Zeitschriften der DDR

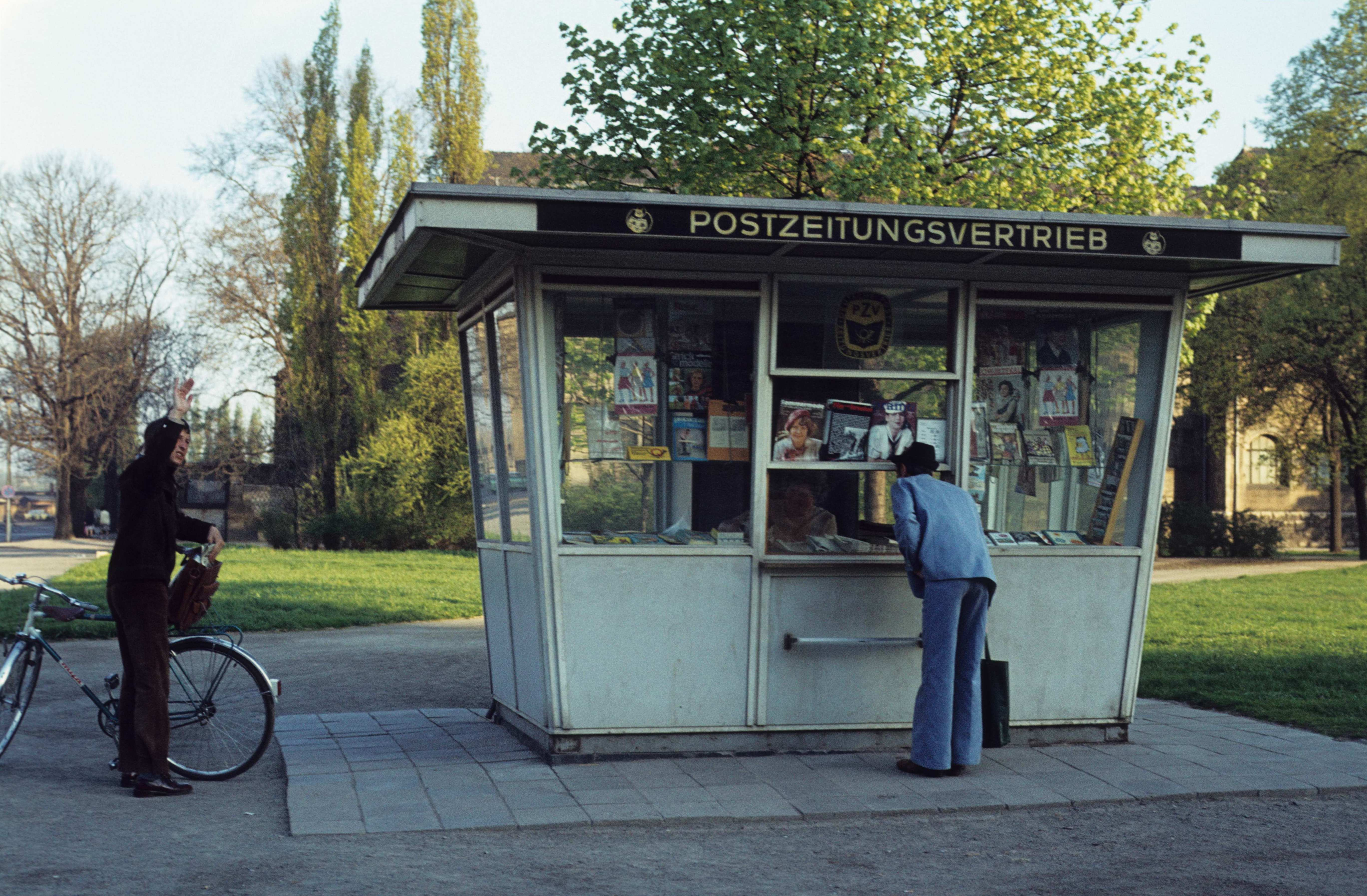
Zeitungskiosk in Magdeburg (1980)

Diese Liste  enthält Zeitungen und Zeitschriften in der DDR zwischen 1949 und 1990. Sie ist nicht vollständig.

## Geschichte
Bereits kurz nach Kriegsende konnten wieder Zeitungen und Zeitschriften in der Sowjetischen Besatzungszone und in Ost-Berlin erscheinen, darunter als erste die Tägliche Rundschau, die Berliner Zeitung und die Neue Berliner Illustrierte. Die meisten wurden von staatlichen Organisationen und Parteien herausgegeben, einige aber zunächst auch als fast unabhängige Publikationen. Ab etwa 1948 nahmen die politischen Restriktionen zu, und einige Zeitungen und Zeitschriften mussten wieder eingestellt werden.
Nach dem Aufstand vom 17. Juni 1953 wurden einige neue populäre Publikumszeitschriften wie Das Magazin, Eulenspiegel und Wochenpost gegründet, um die Bedürfnisse nach Unterhaltung etwas zufriedenzustellen.
1962 erfolgte eine erneute Bereinigung des Pressewesens, dem über 65 kleinere Zeitschriften zum Opfer fielen, die meist abseits der offiziellen Linien lagen, wie die Junge Kunst.
Dennoch blieb ein breites Spektrum von Zeitungen und Zeitschriften zu den verschiedensten Themenbereichen in der DDR bestehen.
1981 erschienen 1770 verschiedene Zeitungen, Zeitschriften, Journale und Magazine in einer Gesamtauflage von rund 40 Millionen, davon etwa 500 Fachzeitschriften (1982: 519) mit ungefähr 20 Millionen Exemplaren.
Nach der Wende 1990 konnten nur wenige Zeitschriften erhalten werden, wie Das Magazin, Der deutsche Straßenverkehr (unter dem neuen Titel Auto Straßenverkehr), Eulenspiegel, Zeitschrift für Geschichtswissenschaft, Guter Rat, Bummi, Mosaik, Melodie und Rhythmus, Troll, Fliegerrevue, Funkamateur, Poesiealbum und Po swetu.
Außerdem erscheinen auch die Tageszeitungen Junge Welt und Neues Deutschland, alle ehemaligen Bezirkszeitungen der SED (häufig unter geändertem Namen) sowie einige ehemalige Tageszeitungen der Blockparteien weiter (siehe auch Tageszeitungen der DDR).

## Tageszeitungen
In der DDR gab es über 30 Tageszeitungen. Die wichtigen überregionalen waren
- Neues Deutschland (Zentralorgan der SED)
- Junge Welt (FDJ)
- Neue Zeit, CDU
- Der Morgen, LDPD,
- National-Zeitung, NDPD
- Tribüne (FDGB)
- Deutsches Sportecho (DTSB)
- Täglicher Wetterbericht (Zentrale Wetterdienststelle Potsdam)

Beliebt waren auch
- Berliner Zeitung
- BZ am Abend

## Kultur und Kunst

### Allgemein
Die meistgelesenen Zeitschriften der DDR boten eine Mischung aus Alltagsbeschreibungen, Ratgebern, Unterhaltung und Kultur.
- Wochenpost, 1953–1996, mit vielfältigen Informationen
- Das Magazin, seit 1954
- Eulenspiegel, seit 1954 Satirezeitschrift

- Neue Berliner Illustrierte (NBI), Illustrierte, 1945–1991
- Sonntag, Wochenzeitung für Kultur, Politik und Unterhaltung, 1946–1990, im Aufbau-Verlag Berlin

### Ratgeber
- Guter Rat, wichtigste Ratgeberzeitschrift
- Wohnen im Grünen
- Kultur im Heim
- Magazin für Haus und Wohnung
- practic

### Theater
- Theater der Zeit, wichtigste Theaterzeitung
- Podium. Zeitschrift für Bühnenbildner und Theatertechniker, von der Direktion für Theater und Orchester beim Ministerium für Kultur
- szene, Zeitschrift für Laientheater und -kabarett in der DDR, vom Zentralhaus für Kulturarbeit
- Theaterdienst, 1946–1962 wöchentlich, Henschelverlag

### Film
- FF dabei (1958–1969 Funk und Fernsehen der DDR), Programmillustrierte, wichtigste Filmzeitschrift, mit Fernseh- und Rundfunkprogrammen und vielen Informationen
- Film und Fernsehen
- Filmspiegel, Zeitschrift über Kinofilme. mit vielen Informationen
- Progress Filmprogramm, Informationen über neue Kinofilme des Progress Filmverleih

- Aus Theorie und Praxis des Films, DEFA-Studio für Spielfilme[4]
- Beiträge zur Film- und Fernsehwissenschaft, Schriftenreihe der Hochschule für Film und Fernsehen der DDR
- Deutsche Filmkunst, zweimal  im Monat, Henschelverlag

### Fotografie
- Fotografie, wichtigste Fotozeitschrift
- Fotokinomagazin, mit vielen Fotografien
- Der Foto-Falter, Monatsblatt für die Freunde der Fotografie aus dem VEB Wilhelm Knapp Verlag Halle
- Die Fotografie, Monatsschrift für das gesamte Gebiet der Fotografie im VEB Wilhelm Knapp Verlag Halle (Saale)

### Musik
- Melodie und Rhythmus, wichtigste Zeitschrift über moderne Pop- und Rockmusik

- Musik und Gesellschaft, 1951–1990, monatliche Zeitschrift vom Verband der Komponisten und Musikwissenschaftler der DDR, Henschelverlag
- Musikforum, Zeitschrift für Vokal- und Instrumentalmusik,   vom Zentralhaus für Kulturarbeit
- Musikwissenschaftliche Beiträge, 1959– , vierteljährlich, Verband der Komponisten und Musikwissenschaftler der DDR
- Bulletin des Musikrates der DDR, 1962–1990, vom Musikrat der DDR

### Bildende Kunst
- Bildende Kunst, vom Verband Bilfender Künstler (VBK), wichtigste Zeitschrift zur Bildenden Kunst
- Bildnerisches Volksschaffen, Zeitschrift für alle Gebiete der bildenden und angewandten Kunst, vom Zentralhaus für Kulturarbeit
- Das Blatt, monatlich, Verband Bildender Künstler,  VEB Verlag der Kunst Dresden

### Regionalkultur
Einige Zeitschriften enthielten Beiträge zur Kultur und Geschichte einzelner Regionen
- Natur und Heimat, 1952–1962, monatlich, vom Kulturbund der DDR, Sachsenverlag, überregional
- Hallesches Monatsheft für Heimat und Kultur, vom Rat der Stadt Halle (Saale) (Abteilung Kultur)
- Leipziger Blätter, seit 1962, halbjährlich

### Rätsel
- Troll, vierzehntäglich, Berliner Rätselzeitung, wichtigste Rätselzeitung
- Denkspiegel, vierteljährlich, Kurt Schmidt Verlag, Erfurt
- Der lustige Grillenfänger, vierteljährlich, Kurt Schmidt Verlag, Erfurt
- Kunterbunt, vierteljährlich, Kurt Schmidt Verlag, Erfurt
- Steckenpferd,  vierteljährliche, Kurt Schmidt Verlag, Erfurt
- Knobel Knifflig, um 1963–1989, Rätselbeilage der Frösi für Schüler[5]
- Prisma, 1950, Berliner Rätselzeitung, Phönix-Verlag Berlin

### Weitere allgemeine Kulturzeitschriften
- Zeit im Bild, 1946–1969, vierzehntäglich, dann wöchentlich, Illustrierte

- Aufbau, kulturpolitische Monatsschrift vom „Kulturbund zur demokratischen Erneuerung Deutschlands“, Aufbau-Verlag Berlin
- Kulturelles Leben, monatliche Zeitschrift für die Kulturarbeit der Gewerkschaften im Verlag Tribüne
- Kultur und Freizeit, Zeitschrift für Theorie und Praxis des geistig-kulturellen Lebens, vom Zentralhaus für Kulturarbeit
- Illustrierte Rundschau, 1946–1954, Halbmonatsschrift der Sowjetischen Militäradministration in Deutschland (SMAD)

### Weitere Spezialgebiete
- Artistik, internationales Fachblatt für Varieté, Zirkus und Kabarett, monatlich, Henschelverlag
- Neue Museumskunde, etwa ab 1957, monatlich,  VEB Deutscher Verlag der Wissenschaften
- Sammler-Express, vierzehntäglich, VEB Transpress Verlag Berlin
- Unser Rundfunk, wöchentlich, Henschelverlag
- Unterhaltungskunst, Zeitschrift für Bühne, Podium und Manege
- Volkskunst, monatlich, vom Zentralhaus für Volkskunst Leipzig
- Wort und Spiel, vom Zentralhaus für Volkskunst
- Zauberkunst, Zeitschrift für Amateurmagier, vom Zentralhaus für Kulturarbeit

## Frauen
Die beliebtesten Frauenzeitschriften in der DDR waren Sibylle, Für Dich und Pramo. Die meisten Frauenzeitschriften wurden im Verlag für die Frau herausgegeben. Daneben gab es drei kleine unabhängige Informationsblätter, die jedoch nur wenigen bekannt waren.
Verlag für die Frau
- Sibylle, monatlich, beliebteste DDR-Frauenzeitschrift, vor allem mit Mode
- Für Dich, wöchentlich, offizielle Frauenzeitschrift
- Pramo (Praktische Mode), 1947– , monatlich, verbreitete Modezeitschrift
- Modische Maschen, verbreitete Handarbeitszeitschrift
- Saison, Moderevue
- Berlins Modenblatt, bis 1962, monatlich, übernommen vom Evers-Krenz-Verlag
- Handarbeit, 1963–1992
- Kinderkleidung, 1953–1963
- Uroda, 1962–1990, deutschsprachige Ausgabe einer polnischen Modezeitschrift

Weitere DDR-Verlage
- Berlins Modenblatt, 1945–1962, Chery Verlag, dann Evers-Krenz-Verlag, monatlich, erste Modezeitschrift in der SBZ, 1949 50.000 Exemplare
- Die Frau von heute, 1946–, erste offizielle Frauenzeitschrift in der SBZ
- Modenschau, Gustav Lyon, Berlin,  Vorkriegsmodezeitschrift weitergeführt
- Mode und Schnitt, 1948–1972, Verlag von Lisa Lacher in Apolda, zweimonatliche Modezeitschrift vor allem mit Schnittmustern
- Die Bekleidung, 1954–1961, begründet vom Deutschen Modeinstitut
- Mode, Information vom Deutschen Modeinstitut
- Lernen und Handeln, Funktionärsorgan des Demokratischen Frauenbunds Deutschlands

Ausländische Frauenzeitschriften
Es gab auch Frauenzeitschriften aus anderen realsozialistischen Ländern in der DDR zu kaufen
- Uroda, 1962–1990, deutschsprachige Ausgabe einer polnischen Modezeitschrift
- Žena a móda [Frau und Mode], 1948–nach 1989, einzige Modezeitschrift in der ČSSR, mit Schnittmusterbögen
- Sowjetfrau, deutschsprachige Ausgabe einer sowjetischen Frauenzeitschrift

Unabhängige Informationsblätter

Es gab drei unabhängige Informationsblätter für Frauen im Bereich der evangelischen Kirche
- Lila Band, 1987–1989, in der evangelischen Kirche in Sachsen
- frau anders, 1988–1993, für lesbische Frauen

Neue Zeitschriften 1990
1990 wurden drei neue Frauenzeitschriften gegründet, die jedoch nur in kleinen Auflagen erschienen
- Zaunreiterin, 1989/90–1995
- Ypsilon, 1990–1993, Zeitschrift des Unabhängigen Frauenverbandes (UFV)
- Frauenblätter, 1990

## Sport
Tageszeitung
- Deutsches Sportecho

Wochenzeitung
- Die neue Fußballwoche (FuWo)
- Der Handball,  Fachorgan des Präsidiums der Sektion Handball der DDR, Sportverlag (1953–1990)
- Der Leichtathlet
- Radsportwoche, 1953–1962
- Rennkurier, Fachzeitung für Pferdezucht und Leistungsprüfungen, 1949–1991/1992,  ein oder zweimal wöchentlich[9]

Monatszeitschriften oder seltener
- Boxring
- Bogenschütze
- Der Kanu-Sport
- Deutscher Angelsport
- der Faustball – zumeist monatlich erscheinendes Magazin des Deutschen Faustball-Verbandes der DDR
- Federball
- Fischen und Angeln – Amtliches Organ des Deutschen Anglerbundes, Sportverlag Berlin (1955)
- Gymnastik und Turnen – Fachzeitschrift der Sektion Gymnastik, Turnen und Faustball der DDR, Sportverlag
- Illustrierter Motorsport
- Hockey-Spiegel
- Judo – Mitteilungsblatt des Deutscher Judo-Verbands der DDR, Sportverlag Berlin
- Körpererziehung – Fachzeitschrift für Körpererzieher, Sportlehrer und Übungsleiter im Kinder- und Jugendsport, Herausgeber: Ministerium für Volksbildung der DDR, Verlag Volk und Wissen
- Rudersport
- Schach
- Der Segelsport – Fachzeitschrift der Sektion Segeln der DDR, Verlag Der Segelsport Ribnitz-Damgarten, 5 Ausgaben pro Vierteljahr
- Sport im Bild – Sportverlag Berlin, alle zwei Wochen
- Sportorganisator – Organ der demokratischen Sportbewegung, Sportverlag Berlin
- Tennis
- Tischtennis – eine monatliche Zeitschrift im Sportverlag Berlin (1955)
- Der Tourist, Monatsblatt für Wandern und Bergsteigen, 1961–1990
- Visier – Zeitschrift der GST für Sportschießen und Waffenkunde, Militärverlag der DDR, Berlin, monatlich von 1975 bis 06/1990

- Der Radsportler – (1962–1991)
- Dynamo-Sport – eine Zeitschrift der Sportvereinigung Dynamo
- Illustrierter Motorsport
- Illustrierter Radrennsport – (Juli 1950 bis März 1951)
- Illustrierter Radsport – (Februar 1952 bis November 1953)
- Illustrierter Radsport und Motorrennsport – (März 1951 bis Februar 1952)
- Medizin und Sport – Publikation des Sportmedizinischen Dienstes und der Gesellschaft für Sportmedizin (1961–1991)
- Pferd und Sport
- Theorie und Praxis der Körperkultur

## Kinder- und Jugendzeitschriften

### Kinderzeitschriften
Allgemeine Kinderzeitschriften
Die Pionierorganisation gab Zeitschriften für die verschiedenen Altersgruppen heraus, die von den Schülern abonniert werden sollten und regelmäßig im Unterricht verwendet wurden.  Sie verbanden darin kindgerechte Inhalte mit einigen ideologischen Ausrichtungen, waren aber trotzdem recht beliebt. Die populärste Kinderzeitschrift war das Mosaik, das nur Comicgeschichten enthielt.
- Bummi, 3–6 Jahre,
- ABC-Zeitung, 1.–3. Klasse, 1946–1996 älteste Kinderzeitung
- FRÖSI, 1.–3. Klasse, 1965–nach 1989,
  - Fröhlich sein und singen, 1955–1965, Zeitschrift für die kulturelle Arbeit der Jungen Pioniere und Schüler, alle sechs Wochen
- Trommel, 4.–7. Klasse , 1958–nach 1989
  - Der Junge Pionier, 1949–1958, wöchentlich (vorher Unsere Zeitung)
- Atze, 4.–7. Klasse

- Mosaik, etwa 4.–7. Klasse, Comics

- Mischa, sowjetische Kinderzeitschrift in deutscher Sprache
- Mursilka, sowjetische Kinderzeitschrift

- Unser Robinson,  kleines Blatt für junge Bücherfreunde, Heftreihe, 1954, 1956–1960

Spezialzeitschriften
Es gab einige Spezialzeitschriften, die vor allem naturwissenschaftliche Inhalte enthielten.
- Die Schulpost, 1946–1957
- Rakete, 1958–1962, naturwissenschaftliche Zeitschrift
- Technikus, 1962–nach 1989

- alpha, mathematische Schülerzeitschrift
- Płomjo/Płomje, in ober- oder niedersorbischer Sprache

### Jugendzeitschriften
Für Jugendliche wurden mehrere Zeitungen und Zeitschriften herausgegeben, meist durch die FDJ. Die Tageszeitung Junge Welt und die Zeitschrift Neues Leben wurden trotz ihrer teilweise ideologischen Inhalte viel gelesen.
- Junge Welt, Tageszeitung
- neues leben (nl), Zeitschrift zu verschiedenen Themen
- Jugend und Technik
- Landjugend, wenig gelesen

- Chorhoj mera: Zeitschrift der FDJ für die sorbische Jugend
- Forum, 1947–1983, monatlich, dann vierzehntäglich, Studentenzeitschrift des Zentralrats der FDJ
- Junge Generation, Monatsschrift für Fragen der Jugendbewegung im Verlag Junge Welt
- Weltjugend, Organ des Weltbundes der Demokratischen Jugend

## Geschichte und Sprachwissenschaften

### Geschichte
- Altorientalische Forschungen
- Ausgrabungen und Funde
- Berliner Heimat – eine vierteljährliche Zeitschrift für die Geschichte Berlins vom Kulturbund zur demokratischen Erneuerung Deutschlands, Bezirksleitung Berlin, im Berliner Verlag
- Das Altertum
- Deutsches Jahrbuch für Volkskunde vom Institut für Deutsche Volkskunde Berlin im Akademie-Verlag Berlin
- Ethnographisch-Archäologische Zeitschrift
- Illustrierte historische Hefte, populärwissenschaftliche Darstellungen verschiedener historischer Ereignisse
- Jahrbuch für Geschichte
- Jahresschrift für mitteldeutsche Vorgeschichte – für das Landesmuseum für Vorgeschichte in Halle und die Bodendenkmalspflege des Landes Sachsen-Anhalt im VEB Max Niemeyer Verlag Halle (Saale)
- Klio
- Magdeburger Blätter – eine Jahresschrift für Heimat- und Kulturgeschichte der Pädagogischen Hochschule Magdeburg (1982–1991)
- Mitteilungen des Instituts für Orientforschung – vierteljährlich, Deutsche Akademie der Wissenschaften zu Berlin im Akademie-Verlag Berlin
- Nachrichtenblätter der Sektion für Vor- und Frühgeschichte – vierteljährlich, Deutsche Akademie der Wissenschaften zu Berlin im Akademie-Verlag Berlin (1955)
- Orientalistische Literaturzeitung – eine Monatsschrift für die Wissenschaft vom ganzen Orient und seinen Beziehungen zu den angrenzenden Kulturkreisen im Akademie-Verlag Berlin in Arbeitsgemeinschaft mit dem J.C-Hinrichs-Verlag Leipzig (1955)
- Zeitschrift der Stavigny-Stiftung für Rechtsgeschichte (Germanistische, Romanistische und Kanonistische Abteilung) – erschien jährlich im Verlag Hermann Böhlhaus Nachfolger Weimar (1955)
- Zeitschrift für ägyptische Sprache und Altertumskunde vom Institut für Orientforschung Berlin – erschien jährlich im Akademie-Verlag Berlin in Arbeitsgemeinschaft mit dem J.-C.-Hinrichs-Verlag Leipzig/Gotha
- Zeitschrift für Archäologie
- Zeitschrift für Geschichtswissenschaft (ZfG), VEB deutscher Verlag der Wissenschaften, Berlin

### Philosophie
- Deutsche Zeitschrift für Philosophie, Deutscher Verlag der Wissenschaften, Berlin
- Theorie und Praxis – eine Zeitschrift der Parteihochschule „Karl Marx“ beim ZK der SED (1952–1966)
- Wissenschaftliche Beiträge – eine Zeitschrift der Parteihochschule „Karl Marx“ beim ZK der SED ab 1966

### Sprachwissenschaften
- Beiträge zur Geschichte der deutschen Sprache und Literatur von Theodor Frings und Elisabeth Karg-Gasterstädt, Max Niemeyer Verlag Halle (Saale)
- Deutsche Literaturzeitung – eine monatliche Ausgabe für die Kritik der internationalen Wissenschaft von der Deutschen Akademie der Wissenschaften zu Berlin im Akademie-Verlag Berlin
- Fremdsprachen. Hrsg.: Vereinigung der Sprachmittler der DDR; Verlag Enzyklopädie Leipzig
- Philologus – eine Zeitschrift für das klassische Altertum von der Deutschen Akademie der Wissenschaften zu Berlin in Arbeitsgemeinschaft mit der Dietrichschen Verlagsbuchhandlung Wiesbaden (1955)
- Zeitschrift für Anglistik und Amerikanistik – erschien vierteljährlich im VEB Deutscher Verlag der Wissenschaften Berlin
- Zeitschrift für Phonetik und allgemeine Sprachwissenschaft – erschien zweimal im Monat im Akademie-Verlag Berlin
- Zeitschrift für Slawistik

### Fremdsprachige Zeitschriften

#### Sorbische Zeitschriften und Zeitungen
- Nowa Doba („Neue Zeit“), seit 1955, eine obersorbische Zeitung des Vorstandes der Domowina in einer Auflage von 1900 Exemplaren, dreimal wöchentlich,[11] später täglich, fortgesetzt als Serbske Nowiny
- Nowy Casnik (za serbski lud), seit 1955, niedersorbische Wochenzeitung, besteht weiter
- Chorhoj měra: Zeitschrift der FDJ für die sorbische Jugend
- Płomje/Płomjo, seit 1955, Kinderzeitschrift in ober- und niedersorbischer Sprache, besteht weiter
- Serbska Šula (Sorbische Schule), zweimal im Monat im Verlag Volk und Wissen Berlin (1955), besteht weiter

#### Weitere fremdsprachige Zeitschriften
- der esperantist, Zeitschrift für Esperanto
- Durch die Welt – Po swetu – monatliche Zeitung für den russischen Sprachunterricht im Verlag Volk und Wissen Berlin (1948)

### Sowjetwissenschaft
- Bibliographie Deutscher Übersetzungen aus den Sprachen der Völker der Sowjetunion und der Länder der Volksdemokratie (Abteilung I: Wissenschaftliche Literatur) der Deutschen Staatsbibliothek Berlin, erschien monatlich im Verlag Kultur und Fortschritt Berlin
- Sowjetwissenschaft – zweimal im Monat im Verlag Kultur und Fortschritt Berlin (1955)
  - Kunst und Literatur –
  - Gesellschaftswissenschaftliche Abteilung
  - Naturwissenschaftliche Abteilung
- Wissenschaft in der UdSSR

### Geographie
- Petermanns Geographische Mitteilungen – bis 1955 vierteljährlich, ab 1956 zweimonatlich, VEB Geographische Kartographische Anstalt Gotha

### Archiv- und Bibliothekswesen
- Archivmitteilungen – Zeitschrift für Theorie und Praxis des Archivwesens – Staatliche Archivverwaltung der DDR (1951–1990)
- der Bibliothekar – eine monatliche Zeitschrift für das Bibliothekswesen im VEB Bibliographisches Institut Leipzig
- Dokumentation – eine Zeitschrift für Theorie und Praxis der Dokumentationsarbeit,  Zentralstelle für wissenschaftliche Literatur Berlin zu jährlich 6 Heften im VEB Verlag für Buch- und Bibliothekswesen Leipzig (1955)
- Zentralblatt für Bibliothekswesen – zweimal im Monat im Verlag Otto Harrassowitz Leipzig (1955)

## Bildung

### Allgemeinbildende Schulen und Kindergarten
- Astronomie in der Schule

- Biologie in der Schule – Pädagogischer Zeitschriftenverlag Berlin, ISSN 0406-3317, erschien 1955 als Herausgabe vom Ministerium für Volksbildung monatlich im Verlag Volk und Wissen Berlin
- Chemie in der Schule – erschien alle zwei Monate im Verlag Volk und Wissen Berlin
- Deutsche Lehrerzeitung – wöchentliche Ausgabe im Verlag Volk und Wissen (1955), wichtigste Lehrerzeitung
- Deutschunterricht – eine monatliche Zeitschrift für Erziehungs- und Bildungsaufgaben des Deutschunterrichts im Verlag Volk und Wissen Berlin

- Die Schulpost
- Die Unterstufe – monatliche methodische Zeitschrift für die ersten vier Schuljahre vom Ministerium für Volksbildung im Verlag Volk und Wissen Berlin
- Elternhaus und Schule – monatliche illustrierte Zeitschrift, Verlag Volk und Wissen
- Geschichte in der Schule – vom Ministerium für Volksbildung monatlich im Verlag Volk und Wissen Berlin
- Kunsterziehung in der Schule Verlag Volk und Wissen Berlin
- Kunsterziehung. Zeitschrift für Lehrer und Jugenderzieher. Verlag Volk und Wissen Berlin
- Mathematik in der Schule
- Mathematik und Physik in der Schule – Monatsschrift vom Ministerium für Volksbildung im Verlag Volk und Wissen Berlin (1955)
- Musik in der Schule – zweimonatliche Zeitschrift für Theorie und Praxis des Musikunterrichts – vom Ministerium für Volksbildung
- Neue Erziehung im Kindergarten – erschien zweimonatlich im Verlag Volk und Wissen Berlin (1955)
- Russischunterricht – monatliche Zeitschrift für den Russischunterricht in der Grund- und Oberschule vom Ministerium für Volksbildung im Verlag Volk und Wissen Berlin (1955)
- Serbska Šula (Sorbische Schule) – erschien zweimal im Monat im Verlag Volk und Wissen Berlin (1955)
- Zeitschrift für den Erdkundeunterricht – monatliche Ausgabe vom Ministerium für Volksbildung im Verlag Volk und Wissen Berlin

### Berufsausbildung und Fachschulen
- Berufsbildung – Zeitschrift für das berufliche Bildungswesen – eine monatliche Zeitschrift im Verlag Volk und Wissen Berlin
- Die Fachschule – monatliche Fachzeitschrift für das Direkt-, Fern- und Abendstudium an den Fachschulen der DDR im Fachbuchverlag Leipzig

### Hochschulen und Akademien
- Akademie-Zeitung – monatliche Ausgabe der Medizinischen Akademie Magdeburg (1965–1991)
- Das Hochschulwesen – Monatsschrift des Staatssekretariats für Hochschulwesen für Fragen der Hochschulpolitik, Lehrmethodik und Hochschulorganisation im VEB Deutscher Verlag der Wissenschaften Berlin (1955)
- Humboldt-Journal zur Friedensforschung – Humboldt-Universität zu Berlin
- Welt-Studenten-Nachrichten

## Gesundheitswesen und Sozialwesen

### Gesundheitswesen
- Deine Gesundheit – monatliche Zeitschrift im VEB Verlag Volk und Gesundheit Berlin
- Das Deutsche Gesundheitswesen – Zeitschrift für Medizin – erschien wöchentlich (vierteljährlich 13 Hefte) im VEB Verlag Volk und Gesundheit Berlin
- Die Heilberufe – monatliche Zeitschrift für Dienstleistende in medizinischen Berufen und alle Heilhilfsberufe im VEB Verlag Volk und Gesundheit Berlin
- Humanitas: Zeitung für Medizin und Gesellschaft – erschien ab 1961 alle 14 Tage im VEB Verlag Volk und Gesundheit Berlin
- Deutsches Rotes Kreuz – Monatsschrift des Deutschen Roten Kreuzes in der Deutschen Demokratischen Republik im VEB Verlag Volk und Gesundheit Berlin
- Sowjetischer Gesundheitsschutz (Deutsche Ausgabe) – erschien etwa zweimal im Monat im VEB Verlag Volk und Gesundheit Berlin

### Medizin, Pharmazie, Psychologie
- Acta histochemica – Zeitschrift für histologische Tepochemie – erschien jährlich als Band zu acht Heften im VEB Fischer Verlag Jena
- Allergie und Asthma – Zeitschrift für die Erforschung, Bekämpfung und Verhütung der allergischen Krankheiten und des Asthmas – zweimonatliche Ausgabe im Johann Ambrosius Barth Verlag Leipzig (1955)
- Anatomischer Anzeiger – Zentralblatt für die gesamte wissenschaftliche Anatomie – jährlich ein Band zu 24 Heften im VEB Gustav Fischer Verlag Jena
- Archiv für Geschwulstforschung – Organ für Krebsforschung, Krebsbekämpfung und Krebsstatistik – im Jahr bis zu zwei Bände (je Band zu vier Hefte) im Verlag Theodor Steinkopff Dresden
- Beiträge aus dem gesamten Bereich der Orthopädie und chirurgisch-medizinischen Technik – vier bis sechs Folgen im Jahr im VEB Verlag Volk und Gesundheit Berlin
- Beiträge zur Entomologie – monatlich zweimal aus dem Entomologischen Institut Berlin-Friedrichshagen, Waldowstraße 1 im Akademie-Verlag Berlin
- Berliner Ärztliche Rundschau – monatliche Zeitschrift im VEB Verlag Volk und Gesundheit Berlin
- Dermatologische Wochenschrift – halbjährlich ein Band zu 26 Heften in Johann Ambrosius Barth Verlag Leipzig
- Deutsche Stomatologie – Monatszeitschrift für Zahn-, Mund- und Kieferheilkunde im VEB Verlag Volk und Gesundheit Berlin
- Deutsche Zahn-, Mund- und Kieferheilkunde mit Zentralblatt für die gesamte Zahn-, Mund- und Kieferheilkunde. Im Monat erschien ein Doppelheft im Johann Ambrosius Barth Verlag Leipzig
- Deutsche Zeitschrift für Verdauungs- und Stoffwechselkrankheiten einschließlich Theorie und Praxis der Krankenernährung. Jährlich erschien ein Band mit sechs Heften im Johann Ambrosius Barth Verlag Leipzig
- Die Medizin der Sowjetunion und der Volksdemokratie im Referat – Es erschienen vier bis sechs Hefte im Jahr im VEB Verlag Volk und Gesundheit Berlin
- Die Pharmazie – eine monatliche Zeitschrift im VEB Verlag Volk und Gesundheit Berlin
- Endokrinologie – Zentralblatt für das Gebiet der Inneren Sekretion und Konstitutionsforschung. Jährlich erschienen zwei Bände mit je sechs Heften im Johann Ambrosius Barth Verlag Leipzig
- Ergebnisse der experimentellen Medizin – herausgegeben von der Gesellschaft für experimentelle Medizin der DDR
- Folia Haematologica – Internationales Magazin für klinische und morphologische Blutforschung. Jährlich erschien ein Band mit vier Heften in der Akademischen Verlagsgesellschaft Geest & Portig KG Leipzig
- Fortschritte der Kieferorthopädie – Jährlich erschien ein Band mit vier Heften im Johann Ambrosius Barth Verlag Leipzig
- Journal für Hirnforschung – Organ des Instituts für Hirnforschung und Allgemeine Biologie in Neustadt (Schwarzwald). Die Hefte erschienen unregelmäßig im Akademie-Verlag Berlin (1955)
- Kinderärztliche Praxis – monatliche Zeitschrift im VEB Georg Thieme Verlag Leipzig (1955)
- Medizinischer Literaturnachweis – eine monatliche Ausgabe erschien von der Deutschen Staatsbibliothek Berlin im VEB Verlag Volk und Gesundheit Berlin
- Pawlow – Zeitschrift für höhere Nerventätigkeit (Deutsche Ausgabe) – erschien 1955 vierteljährlich als Einzelhaft im VEB Verlag Volk und Gesundheit Berlin
- Pharmazeutische Zentralhalle für Deutschland – eine monatliche Zeitschrift im Verlag Theodor Steinkopff Dresden
- Probleme und Ergebnisse der Psychologie
- Prophylaxe – monatliche Zeitschrift für Mikrobiologie, Epidemiologie, Hygiene und Sozialhygiene im VEB Gustav Fischer Verlag Jena
- Psychiatrie, Neurologie und medizinische Psychologie – eine monatliche Zeitschrift für Forschung und Praxis im S. Hirzel Verlag Leipzig (1949–1990).[12]
- Psychologie für die Praxis
- Stomatologie der DDR – herausgegeben von der Gesellschaft für Stomatologie der DDR
- Vitamine und Hormone – Zentralorgan für das gesamte Forschungsgebiet – erschien jährlich als ein Band zu sechs Heften in der Akademischen Verlagsanstalt Geest & Portig KG Leipzig
- Zeitschrift für ärztliche Fortbildung – erschien zweimal im Monat im VEB Gustav Fischer Verlag Jena – jetzt Zeitschrift für Evidenz, Fortbildung und Qualität im Gesundheitswesen
- Zeitschrift für Altersforschung, für Erforschung der Physiologie und Pathologie der Erscheinungen des Alterns – es erschienen unregelmäßig ein bis 1½ Bände jährlich (ein Band zu vier Heften) im Verlag Theodor Steinkopff Dresden
- Zeitschrift für die gesamte Hygiene und ihre Grenzgebiete – herausgegeben von der Gesellschaft für die gesamte Hygiene der DDR
- Zeitschrift für die gesamte Innere Medizin und ihre Grenzgebiete Klinik-Pathologie-Experiment – im Monat erschienen zwei Hefte im VEB Georg Thieme Verlag Leipzig
- Zeitschrift für mikroskopisch-anatomische Forschung – erschien als ein Band zu vier Heften jährlich in der Akademische Verlagsgesellschaft Geest & Portig KG Leipzig
- Zeitschrift für Psychologie mit Zeitschrift für angewandte Psychologie und Charakterkunde – es erschien etwa ein Band jährlich im Johann Ambrosius Barth Verlag Leipzig
- Zeitschrift für Tuberkulose – im Jahr erschienen zwei bis drei Bände mit sechs Heften pro Band im Johann Ambrosius Barth Verlag Leipzig
- Zeitschrift für Urologie – monatliche Ausgabe im VEB Georg Thieme Verlag Leipzig
- Zentralblatt für allgemeine Pathologie und pathologische Anatomie – eine Zeitschrift mit jährlich 12 Heften in einem Band, herausgegeben von der Deutschen Pathologischen Gesellschaft, der Gesellschaft für Pathologie der DDR und der Gesellschaft für Neuropathologie der DDR im VEB Gustav Fischer Verlag Jena[13]
- Zentralblatt für Gynäkologie – eine wöchentliche Zeitschrift im Johann Ambrosius Barth Verlag Leipzig
- Zentralblatt für Neurochirurgie – im Jahr erschienen sechs Hefte im Johann Ambrosius Barth Verlag Leipzig

### Sozialwesen
- Die Gegenwart – monatlich erscheinende Zeitschrift für Blindenfragen im Verlag Deutsche Zentralbücherei für Blinde Leipzig
- Jugendforschung – eine Schriftenreihe, hrsg. vom Zentralinstitut für Jugendforschung (1966–1970)
- Zeitschrift für Jugendhilfe und Heimerziehung – eine monatliche Ausgabe im Verlag Volk und Wissen Berlin

## Rechtswesen
- Arbeit und Sozialfürsorge – zweimal im Monat herausgegebene Fachzeitschrift im VEB Deutscher Zentralverlag Berlin (1955)
- Demokratie und Recht – ein Mitteilungsblatt der Vereinigung der Juristen der DDR (1957–1963)
- Der Schöffe – monatliche Zeitschrift für Schöffen und Schiedsmänner im VEB Deutscher Zentralverlag
- Informationen und Berichte – Vereinigung Demokratischer Juristen der DDR – eine Publikation der Vereinigung der Juristen der DDR (1969–1990)
- Mitteilungsblatt der Vereinigung demokratischer Juristen – herausgegeben von der Vereinigung der Juristen der DDR (1950–1957)
- Neue Justiz – Zeitschrift für Recht und Rechtswissenschaft, erschien zweimal im Monat anfangs im VEB Deutscher Zentralverlag Berlin (1955)
- Rechtswissenschaftlicher Informationsdienst – zweimal im Monat im VEB Deutscher Zentralverlag Berlin erschienen (1955)
- Staat und Recht – erschien zweimal im Monat im VEB Deutscher Zentralverlag ab 1952 von der Deutschen Akademie für Staats- und Rechtswissenschaft
- Wirtschaftsrecht – Zeitschrift für Theorie und Praxis des sozialistischen Wirtschaftsrechts – herausgegeben vom Staatlichen Vertragsgericht der DDR (1970–1990)

## Technik

### Kraftfahrzeuge
- Der deutsche Straßenverkehr – eine monatlich erscheinende Zeitschrift für Verkehr im Verlag Die Wirtschaft (1955)
- KFT (Kraftfahrzeugtechnik) – eine monatliche Zeitschrift aus dem VEB Verlag Technik

### EDV
- Bit Power – Heimcomputer-Zeitschrift, mhs-Verlag, Dresden
- edv aspekte – eine vierteljährlich erscheinende Monatszeitschrift für EDV; sie ging aus dem Beiheft der Zeitschrift rechentechnik/datenverarbeitung hervor
- MP Mikroprozessortechnik

### Rundfunk und Filmtechnik
- Bild und Ton – eine monatliche Zeitschrift für Film- und Ton-Technik im Henschelverlag Kunst und Gesellschaft (1955), später im Fachbuchverlag Leipzig (bis 1990)
- Funkamateur – eine monatliche Zeitschrift für die Hobbys Amateurfunk, Elektronik und Computer
- Radio und Fernsehen – eine zweimal im Monat erschienene Zeitschrift für Radio, Fernsehen, Elektroakustik und Elektronik im Verlag Die Wirtschaft (1955)
- Radio Fernsehen Elektronik (rfe)

### Bauwesen und Architektur
- Architektur der DDR
- Bauplanung und Bautechnik – eine monatliche technisch-wissenschaftliche Zeitschrift für das Bauingenieurwesen mit der Beilage Straßentechnik im VEB Verlag Technik
- Das Bauwerk – eine monatliche Zeitschrift für das deutsche Bauhandwerk im Verlag Die Wirtschaft (1955)
- Bauzeitung – eine zweimal im Monat erschienene Fachzeitschrift für alle Werktätigen und Schaffenden der Bau- und Baustoffindustrie im Verlag Die Wirtschaft (1955)
- Deutsche Architektur – eine monatliche Zeitschrift der Deutschen Bauakademie Berlin und dem Bund Deutscher Architekten im Henschelverlag Kunst und Gesellschaft Berlin (1955)

### Weitere Technik und Mechanik
- Practic, praktischer  Ratgeber
- Der Elektro-Praktiker – eine monatliche Zeitschrift für Elektroinstallation, Elektromaschinenbau und Lichttechnik aus dem Verlag Die Wirtschaft (1955)
- Der Maschinenbau – eine monatliche Fachzeitschrift für die Werktätigen im Maschinenbau aus dem Verlag Die Wirtschaft (1955)
- Der Modelleisenbahner – eine monatliche Zeitschrift für den Modelleisenbahnbau im Verlag Die Wirtschaft
- Der Neuerer, für Neuerer (Erfinder)
- Der Techniker – eine monatliche Zeitschrift als Mitteilungsblatt der Kammer der Technik Groß-Berlin
- Die Grubensicherheit – eine monatliche Zeitschrift im VEB Verlag Technik Berlin
- Die Technik – eine monatliche Zeitschrift für technisch-wissenschaftliche Grundsatzfragen im VEB Verlag Technik Berlin
- Druck- und Reproduktion – eine monatliche Zeitschrift im Verlag Die Wirtschaft
- Erfindungs- und Vorschlagwesen – eine zweimal im Monat erschienene Zeitschrift vom Amt für Erfindungs- und Patentwesen im VEB Deutscher Zentralverlag Berlin herausgegeben (1955)
- Feingerätetechnik – eine monatliche technisch-wissenschaftliche Zeitschrift für Feinmechanik, Optik und Meßtechnik im VEB Verlag Technik (1955)
- Fertigungstechnik und Betrieb – eine monatliche technisch-wissenschaftliche Zeitschrift für alle Gebiete der handwerklichen und industriellen Fertigung aus dem VEB Verlag Technik (1955)
- form+zweck, Fachzeitschrift für industrielle Formgestaltung, herausgegeben vom Amt für Industrielle Formgestaltung
- Gießereitechnik – eine monatlich erscheinende technische Zeitschrift für das Gießereiwesen im VEB Verlag Technik Berlin
- Monatsschrift für Feinmechanik und Optik – erschien im Verlag Die Wirtschaft (1955)
- Neue Technik im Büro
- Technisches Zentralblatt – eine monatliche Zeitschrift von der Deutschen Akademie der Wissenschaften zu Berlin herausgegeben. Das Zentralblatt hatte Einzelausgaben für die Abteilung Elektrotechnik, Kerntechnik, Energiewesen und Maschinenwesen im Akademie-Verlag Berlin
- Trans Magazin Luft- und Raumfahrt, Transpress-Verlag, ab 198
- Wasserwirtschaft – Wassertechnik – eine monatliche Zeitschrift der Kammer der Technik für Wasserwirtschaft mit einer Beilage für die Betriebswirtschaft der volkseigenen Wasserwirtschaftsbetriebe

## Wirtschaft und Handwerk
- Bäcker und Konditor – Monatsschrift mit Fachteil für die Müllerei aus dem Verlag Die Wirtschaft (1955)
- Berichte des Deutschen Wirtschaftsinstituts, erschien halbmonatlich von 1950 bis 1962[14]
- Berliner Handwerk – eine zweimal im Monat erschienene offizielle Mitteilung der Handwerkskammer Groß-Berlin aus dem Verlag Die Wirtschaft (1955)
- Börsenblatt für den Deutschen Buchhandel – eine wöchentliche Zeitschrift im VEB Verlag für Buch- und Bibliothekswesen Leipzig (1955)
- Brühl – eine monatliche Fachzeitschrift für Rauchwarenhandel, Pelzbekleidung, Rauchwarenveredlung und Pelztierzucht. Fachbuchverlag Leipzig, ISSN 0007-2664 (1959 bis September 1990), anfangs „Der Brühl“, Nachfolgezeitschrift von „Putz und Pelz“, die bis 1959 im 13. Jahrgang erschien.
- Buchbinderei und Papierverarbeitung – eine monatliche Zeitschrift im Verlag Die Wirtschaft (1955)
- Das Fahrzeug – eine monatliche Zeitschrift für das deutsche Kraftfahrzeug-, Stellmacher- und Karosseriehandwerk aus dem Verlag Die Wirtschaft (1955)
- Das Handwerk – eine monatliche Mitteilung des Staatssekretariats für örtliche Wirtschaft aus dem Verlag Die Wirtschaft (1955)
- Das Pelzgewerbe – eine zweimal im Monat erschienene Zeitschrift für Pelzkunde und Pelzindustrie im Hermelin-Verlag Dr. Paul Schöps Leipzig (1955)
- Das Schneider-Handwerk – eine monatlich erscheinende Zeitschrift für das deutsche Schneiderhandwerk im Verlag Die Wirtschaft
- Der Außenhandel – eine zweimal im Monat erschienenes amtliches Mitteilungsblatt des Ministeriums für Außenhandel und Innerdeutschen Handel der Deutschen Demokratischen Republik mit der Beilage Innerdeutscher Handel im Verlag Die Wirtschaft (Ankündigung des Verlages: eine Zeitschrift für Handelspolitik und Handelspraxis)
- Der Drogist – eine monatlich erscheinende Fachzeitschrift für Drogen, Farben, Foto und Kosmetik im Verlag Die Wirtschaft (1955)
- Der Energiebeauftragte – ein monatliches Informationsheft, herausgegeben vom Institut für Energetik Halle, Abteilung Energieverbrauchsnormen in Markkleeberg, im Verlag Die Wirtschaft erschienen (1955)
- Der Fleischermeister – eine monatliche Zeitschrift aus dem Verlag Die Wirtschaft (1955)
- Der Handel – eine zweimal im Monat erscheinende Zeitschrift für den gesamten Binnenhandel der DDR mit Beiträgen über Grundsatzfragen, Handelspraxis, Verkaufskunde und Warenkunde aus dem Verlag Die Wirtschaft
- Die Schifffahrt – eine zweimal im Monat erschienene Zeitschrift für Schifffahrt, Wasserbau und Hafenumschlag im Verlag Die Wirtschaft (1955)
- Deutsche Finanzwirtschaft – Ausgabe A: monatliche Zeitschrift für das gesamte Finanzwesen mit amtlichen Nachrichten des Ministeriums der Finanzen der DDR, Ausgabe B: mit Beilagen „Das neue Abgabenrecht“, „Handbuch des Rechnungswesens“ und „Sammlung wichtiger Berufungsentscheidungen und Entscheidungen in Abgabenstrafsachen“, herausgegeben vom Büro des Präsidiums des Ministerrats der DDR, erschien im Verlag Die Wirtschaft Berlin[15]
- Deutsche Fischerei-Zeitung – monatliche Ausgabe für Binnenfischerei, Seefischerei und Fischverarbeitung im Neumann-Verlag, Radebeul (1955)
- Deutsche Schuh- und Leder-Zeitschrift – eine monatliche Fachzeitschrift für Industrie und Handel im Verlag Die Wirtschaft (1955)
- Deutscher Export – eine monatlich in deutscher, englischer, französischer, spanischer und russischer Sprache erschienene Zeitschrift, herausgegeben von der Kammer für Außenhandel der DDR im Verlag Die Wirtschaft (1955)
- Die Bekleidung – alle zwei Monate erschienene Zeitschrift als Organ des Instituts für Bekleidungskultur: ein Fachblatt für Konfektion und Mode in Industrie und Handel im Verlag Die Wirtschaft (1955)
- Die Feuerstätte – eine monatliche Zeitschrift für das deutsche Ofenbauer- und Schornsteinfegerhandwerk aus dem Verlag Die Wirtschaft (1955)
- Die Frisur – eine monatliche Zeitschrift für das deutsche Friseurhandwerk aus dem Verlag Die Wirtschaft (1955)
- Die Holzindustrie – eine monatliche Zeitschrift im Verlag Die Wirtschaft (1955)
- Die Lebensmittel-Industrie – eine monatliche Zeitschrift für die Werktätigen der Nahrungs- und Genussmittelindustrie aus dem Verlag Die Wirtschaft (1955)
- Die Materialwirtschaft – eine zweimal im Monat erschienene Zeitschrift mit Mitteilungen der Staatlichen Plankommission/Materialversorgung, Warenangebotslisten und Vermittlung von Material, Maschinen- und Arbeitsleistungen im Verlag Die Wirtschaft Berlin (1955)
- Die neuzeitliche Gaststätte – eine monatliche Zeitschrift für Gastronomie, Hotelwesen, Fremdenverkehr und Gemeinschaftsverpflegung aus dem Verlag Die Wirtschaft (1955)
- Die Private Wirtschaft – eine monatliche Publikation der Industrie- und Handelskammer der DDR im Verlag Die Wirtschaft Berlin
- Die Wäscherei – eine monatliche Zeitschrift für das gesamte Gebiet der Wäscherei, chemischen Reinigung und Kleiderfärberei aus dem Verlag Die Wirtschaft (1955)
- Die Wirtschaft – eine Wochenzeitung für Politik, Wirtschaft und Technik im Verlag Die Wirtschaft Berlin (1955)
- Effekt – Zeitschrift für sozialistische Wirtschaftsführung. Verlag Die Wirtschaft Berlin
- Farbe und Raum – eine monatliche Zeitschrift für das deutsche Malerhandwerk mit der vierteljährlichen Beilage Die Mappe aus dem Verlag Die Wirtschaft
- Finanzwirtschaft – Zeitschrift für das Finanz-, Preis- und Kreditwesen der DDR
- Frisur und Kosmetik – alle zwei Monate bzw. sechsmal jährlich erscheinende Fachzeitschrift über und für das Friseurhandwerk in der DDR, Herausgeber: VEB Fachbuchverlag Leipzig
- Hermelin – Pelzmodellzeitschrift – eine zweimal im Monat erscheinende illustrierte Zeitschrift für Pelz und Mode im Hermelin-Verlag Dr. Paul Schöps, Leipzig
- Möbel und Wohnraum – eine monatliche Fachzeitschrift für die Möbel- und Bautischler in Industrie und Handwerk, erschien im Verlag Die Wirtschaft
- Neue Werbung – eine monatliche Zeitschrift für Theorie und Praxis der Werbung im Verlag Die Wirtschaft Berlin (1955)
- Papier und Druck (Gesamtausgabe) – eine monatliche Fachzeitschrift für die grafische und papierverarbeitende Industrie, erschien im Verlag Die Wirtschaft (1955)
- Putz und Pelz – eine monatliche Zeitschrift für Pelzveredelung der Kürschner- und Putzmacher im Verlag Die Wirtschaft (1946–1959); Nachfolgezeitschrift: Der Brühl.
- Schlosserei und Installation – eine monatliche Zeitschrift für das deutsche Schlosser-, Installateur- und Klempnerhandwerk aus dem Verlag Die Wirtschaft
- Schmieden und Schweißen – eine monatliche Zeitschrift für das deutsche Schmiede- und landwirtschaftliche Handwerk aus dem Verlag Die Wirtschaft
- Zellstoff und Papier – eine monatliche Fachzeitschrift im Verlag Die Wirtschaft

## Landwirtschaft und Tierhaltung

### Landwirtschaft und Gartenbau
- Das demokratische Dorf – eine monatliche Publikation der Funktionäre der Vereinigung der gegenseitigen Bauernhilfe im Deutschen Bauernverlag (1955)
- Das Land – eine Publikation für Funktionäre der Vereinigung der gegenseitigen Bauernhilfe (1950–1953)
- Das sozialistische Dorf – eine Monatsschrift für Agrarpolitik vom Zentralverband der Vereinigung der gegenseitigen Bauernhilfe (1958–1985)
- Der Deutsche Gartenbau – monatliche Ausgabe der Deutschen Akademie der Landwirtschaftswissenschaften zu Berlin im Deutschen Bauernverlag Berlin (1955)
- Der Freie Bauer – eine Wochenzeitung der Vereinigung der gegenseitigen Bauernhilfe im Deutschen Bauernverlag Berlin (1945–1960)
- Der Kleingärtner – Zeitschrift der Kreisverbände der Kleingärtner und Kleintierzüchter, erschien zweimal im Monat im Deutschen Bauernverlag Berlin (1955)
- Der Pflüger
- Deutsche Bauern-Illustrierte – vierzehntägliche Ausgabe im Deutschen Bauernverlag (1955)
- Deutsche Gärtner-Post – wöchentliche Ausgabe im Deutschen Bauernverlag (1955)
- Deutsche Milchwirtschaft – eine monatliche Fachzeitschrift für Milcherzeugung, Milchbearbeitung, Milchverarbeitung und Betriebswirtschaft aus dem Verlag Die Wirtschaft (1955)
- Die Ähre – eine Publikation für Funktionäre der Vereinigung der gegenseitigen Bauernhilfe (1947–1950)
- Die Deutsche Landwirtschaft als Fachzeitschrift der Deutschen Akademie der Landwirtschaftswissenschaften zu Berlin, erschien monatlich im Deutschen Bauernverlag Berlin (1955)
- Die Erfassung – monatliche Zeitschrift des Staatssekretariats für Erfassung und Ankauf landwirtschaftlicher Erzeugnisse im VEB Deutscher Zentralverlag Berlin (1955)
- Gärtnerpost – eine Zeitung für den sozialistischen Gartenbau der DDR – herausgegeben vom Zentralverband der Vereinigung der gegenseitigen Bauernhilfe
- Mitschurin-Bewegung – eine Zeitschrift der landwirtschaftlichen Praxis, erschien zweimal im Monat im Deutschen Bauernverlag Berlin (1955)
- Nachrichtenblatt für den Deutschen Pflanzenschutzdienst – eine monatliche Zeitschrift der Deutschen Akademie der Landwirtschaftswissenschaften zu Berlin im Deutschen Bauernverlag Berlin (1955)
- Unser Dorf – eine Monatszeitschrift für Agrarpolitik vom Zentralverband der Vereinigung der gegenseitigen Bauernhilfe (1985–1990)

### Tierhaltung und Jagd
- Aquarien Terrarien
- Der Falke – eine Zweimonatsschrift für Vogelkunde und Vogelschutz im Urania-Verlag Leipzig
- Der Hund
- Der Kaninchenzüchter (genannt Leipziger Züchter), erschien zweimal im Monat im Verlag Dr. F. Hoppe, Leipzig (1955)
- Deutsche Geflügel-Zeitung als Fachzeitschrift für die deutsche Rasse- und Landwirtschaftliche Geflügelzucht, erschien dreimal im Monat im Deutschen Bauernverlag Berlin (1955)
- Forst und Jagd (Ausgaben A und B) als monatliche Fachzeitschrift für die Forstwirtschaft und das Jagdwesen im Deutschen Bauernverlag Berlin (1955)
- Garten- und Kleintierzucht – vierzehntäglich erscheinende Zeitschrift des Verbandes der Kleingärtner, Siedler und Kleintierzüchter der DDR (1962–1989)
- Kanaria – monatliche Blätter für Liebhaber feiner Kanarienvögel im Verlag Dr. F. Poppe Leipzig (1955)
- Leipziger Bienenzeitung (vereinigt mit Deutscher Imkerzeitung), erschien monatlich im Deutschen Bauernverlag Berlin (1955)
- Thüringer Kleintierzucht – eine Zeitschrift für Kleintierzucht und Kleinsiedler, erschien dreimal monatlich im Verlag M. Müller, Meuselwitz (Bezirk Leipzig) (1955)
- Tierzucht – eine monatliche Fachzeitschrift für Tierzucht, Fütterung und Haltung im Deutschen Bauernverlag Berlin (1955)
- Unsere Jagd

## Organisationen und Behörden

### Offizielle Bekanntmachungen
- Gesetzblatt der Deutschen Demokratischen Republik – Teil I: Gesetze, Anordnungen, Verordnungen und Durchführungsbestimmungen – Teil II: Anordnungen, Anweisungen, Verfügungen und sonstige Bestimmungen, herausgegeben vom Büro des Präsidiums des Ministerrats der DDR, erschien im VEB Deutscher Zentralverlag
- Presse-Information – erschien dreimal wöchentlich als Pressedienst der Regierung, herausgegeben vom Presseamt beim Ministerpräsidenten der Regierung der DDR in Berlin (1955)
- Standardisierung TGL – ein monatliches Mitteilungsblatt des Amtes für Standardisierung im Akademie-Verlag Berlin
- Statistisches Jahrbuch der DDR – herausgegeben von der Staatlichen Zentralverwaltung für Statistik (1955–1990)
- Verordnungsblatt für Groß-Berlin – Teil I: Gesetze, Verordnungen, Anordnungen und andere gesetzliche Regelungen vom Magistrat von Groß-Berlin im VEB Deutscher Zentralverlag, Teil II: Amtliche Bekanntmachungen des Magistrats von Groß-Berlin und anderer Verwaltungen sowie Bekanntmachungen der Wirtschaft und etwaige sonstige Bekanntmachungen, herausgegeben vom Magistrat von Groß-Berlin (1955)
- Zentralblatt der Deutschen Demokratischen Republik – Ausgabe A, Teil I: Anordnungen, Anweisungen und sonstige Bestimmungen – Ausgabe B, Teil I: Anordnungen, Anweisungen, Verfügungen und sonstige Bestimmungen, herausgegeben vom Büro des Präsidiums des Ministerrats der DDR im VEB Deutscher Zentralverlag Berlin (1955)

### Armee, Volkspolizei und GST
- Deutscher Marinekalender
- NVA-Kalender
- Fliegerkalender der DDR

- Aero-Sport, Zeitschrift für Flugwesen der GST
- Armeerundschau (ar)
- Der Volkspolizist
- Die Volkspolizei – herausgegeben vom Ministerium des Innern (1948–1990)
- Deutscher Marinekalender
- Fliegerkalender der DDR
- Fliegerrevue
- Militärtechnik – eine Zeitschrift für die NVA ab 1961
- Militärwesen
- NVA-Kalender
- Soldatenpost
- Sport und Technik- Zeitschrift der Gesellschaft für Sport und Technik. mit Ausgabe C (Segelsport), Ausgabe D (Der Funkamateur, Fernsprech- und Fernschreibtechnik) und Ausgabe E (Sportschießen, Reit- und Hundesport) (1955)
- Unser Brandschutz – monatliche Zeitschrift für das gesamte Brandschutzwesen im Verlag für Fachliteratur der Volkspolizei, (1955)
- Volksarmee

### Organisationen und Parteien
Jede der offiziellen Organisationen und Parteien gab eine oder mehrere eigene Zeitschriften heraus. Diese beinhalteten organisatorische Informationen und fachliche Artikel. Sie waren in der Regel ideologischer ausgerichtet als andere Fachzeitschriften.
- Ansporn – eine Zeitschrift für Funktionäre der Volkssolidarität
- Aufbau – eine kulturpolitische Monatsschrift vom „Kulturbund zur demokratischen Erneuerung Deutschlands“ im Aufbau-Verlag Berlin (1955)
- Bauernecho – Organ der Demokratischen Bauernpartei Deutschlands (DBD) 1948–1990
- Bulletin des Musikrates der DDR – vom Musikrat der DDR herausgegeben (1962–1990)
- Das Gewerkschaftsaktiv – eine zweimal im Monat erschienene Zeitschrift für Gewerkschaftsfunktionäre in den Betrieben im Verlag Tribüne (1955)
- Demokratischer Aufbau – zweimal im Monat herausgegebene Zeitschrift für Mitarbeiter staatlicher Organe, VEB Deutscher Zentralverlag Berlin (1955)
- Der antifaschistische Widerstandskämpfer, Zeitschrift des Verbandes der Verfolgten des Naziregimes (VVN)
- Der Demokrat
- Der Gesundheitsdienst – monatliche Zeitschrift im Verlag Tribüne Berlin-Treptow, für Mitarbeiter im Gesundheitswesen (?)
- Der Junge Pionier, Zeitschrift der Pionierorganisation
- Der Kämpfer
- Der Konsumgenossenschaftler – eine Zeitschrift des Verbandes der Konsumgenossenschaften der DDR (1949–1965)
- Der Morgen, LDPD
- Der nationale Demokrat, NDPD
- Der Pionierleiter
- Der Pflüger – Funktionärorgan der Demokratischen Bauernpartei Deutschlands (DBD), ISSN 0232-4970
- Die Technische Gemeinschaft – eine zweimal im Monat erscheinende Zeitschrift der Zentralleitung der Kammer der Technik
- Deutsche Illustrierte – herausgegeben von der NDPD von 1949 bis 1951
- Deutsche Woche – herausgegeben von der NDPD von 1949 bis 1951
- Deutsches Rotes Kreuz – Monatsschrift des Deutschen Roten Kreuzes in der Deutschen Demokratischen Republik im VEB Verlag Volk und Gesundheit Berlin
- Deutschlands Stimme – wöchentliche Ausgabe der Volkskongreßbewegung (1948–1953)
- Die Arbeit – eine Monatszeitschrift für Theorie und Praxis der deutschen Gewerkschaften im FDGB, erschienen im Verlag Tribüne Berlin (1955)
- Die Nation – eine monatliche Zeitschrift für Theorie und Praxis nationaler Politik vom Parteivorstand der NDPD im Verlag VOBL National Berlin bis 1962
- Die Sozialversicherung – monatliche Zeitschrift für Räte und Bevollmächtigte der Sozialversicherung im Verlag Tribüne Berlin (1955)
- Die Tat – eine Wochenzeitung der Vereinigung der Verfolgten des Naziregimes (1948–1953)
- Die Weltgewerkschaftsbewegung – eine Monatsschrift der internationalen Gewerkschaftsbewegung – Deutsche Ausgabe im Verlag Tribüne (1955)
- Dynamo-Sport – eine Zeitschrift der Sportvereinigung Dynamo
- Einheit, theoretische Monatszeitschrift der SED
- Einheit, Frieden, Solidarität – eine Zeitschrift der Volkssolidarität (1951–1959)
- Fahrt frei – eine Wochenzeitung der deutschen Eisenbahner im Verlag Die Wirtschaft (1955), monatlich erschien eine Beilage für Schulung und Fortbildung
- Gewerkschaftsleben
- Handelswoche – Konsumgenossenschaftler – eine Wochenzeitung des Verbandes der Konsumgenossenschaftler der DDR (1983–1990)
- Informationsdienst – monatliche Information für die Revisionsorgane der volkseigenen örtlichen Wohnungs- und Grundstücksverwaltungen (VEW) vom Ministerium der Finanzen, Hauptverwaltung Finanzrevision, erschien im Verlag Die Wirtschaft Berlin (1955)
- Junge Generation, FDJ
- Konsumverkaufsstelle – eine dreimal im Monat erschienene Veröffentlichung des Verbandes Deutscher Konsumgenossenschaften aus dem Planet-Verlag GmbH, Berlin, Friedrichstraße 171
- Land und Forst – eine wöchentliche Ausgabe der Gewerkschaft Land und Forst in FDGB im Verlag Tribüne Berlin-Treptow (1955)
- LDPD-Informationen
- Lernen und Handeln – Organ für die Funktionäre des DFD
- Monatsschrift Grundsätzliche Fragen der Konsumgenossenschaften – erschien monatlich im Planet-Verlag GmbH Berlin
- Neues Deutschland – Organ des Zentralkomitees der Sozialistischen Einheitspartei Deutschlands (SED)
- Neue Deutsche Bauernzeitung – Organ des Zentralkomitees der Sozialistischen Einheitspartei Deutschlands (SED)
- Neue Deutsche Presse – Organ des Zentralvorstandes des Verbandes der Journalisten der DDR (1947–1990)
- Neuer Weg, SED
- Pionierleiter
- Solidarität – eine Zeitschrift der Volkssolidarität (1960–1970)
- Stimme des Patrioten – eine halbmonatliche Zeitschrift vom Büro des Nationalrats der Nationalen Front im Kongress-Verlag Berlin (1955)
- Union teilt mit – (Utm) Monatsschrift der CDU
- Unser Appell – eine halbmonatliche Zeitschrift der Vereinigung der Verfolgten des Naziregimes (1947–1948)
- Urania-Mitteilungen – herausgegeben vom Präsidium der Urania (1954–1990)
- Volkshelfer – eine Zeitschrift der Volkssolidarität (1960–1990)
- Voran – wöchentliches Informationsblatt der NDPD im Verlag der Nation (1950–1962)
- Warenzeichenblatt – eine monatliche Zeitschrift vom Amt für Erfindungs- und Patentwesen im VEB Deutscher Zentralverlag Berlin
- Zeitschrift der Nationalen Front des Demokratischen Deutschland – halbmonatliche Ausgabe vom Büro des Präsidiums der Nationalen Front (1948–1961)

## Religiöse Zeitschriften

### Evangelische Kirchen

#### Evangelisch-Lutherische Kirchen
Einzelne Landeskirchen
Jede evangelische Landeskirche gab eine eigene Wochenzeitung heraus.
- Die Kirche, Wochenzeitung in der Evangelischen Kirche Berlin-Brandenburg
- Potsdamer Kirche, Sonntagsblatt für evangelische Gemeinden in der Mark Brandenburg
- Mecklenburgische Kirchenzeitung, Sonntagsblatt
- Der Sonntag, Gemeindeblatt in Sachsen
- Glaube und Heimat, Evangelisches Sonntagsblatt für Thüringen

Weitere Zeitschriften
- Die Zeichen der Zeit, evangelische Monatsschrift
- Evangelisches Pfarrerblatt

- Amtsblatt der Evangelischen Kirche in Deutschland,  monatlich
- Amtsblatt der Evangelisch-Lutherischen Kirche in Sachsen, zweimal im Monat
- Amtsblatt der Evangelisch-Lutherischen Kirche in Thüringen
- Die Christenlehre, Zeitschrift für den katechetischen Dienst, monatlich

#### Weitere evangelische Kirchen
Reformierte Kirche
- Friede und Freiheit, Monatsblatt der Evangelisch-Reformierten Gemeinde in Sachsen

Methodistische Kirche
- Die Friedensglocke,  zweimal im Monat von der Methodistenkirche in Deutschland

Freikirchliche Gemeinschaften
- Wort und Werk, Monatsblatt der evangelisch-freikirchlichen Gemeinden

### Römisch-katholische Kirche
- St. Hedwigsblatt, katholisches Kirchenblatt im Bistum Berlin, wöchentlich
- Tag des Herrn, vierzehntäglich
- Christophorus, 1952–1953, monatliche Jugendzeitschrift, einzige christliche Jugendzeitschrift in der DDR
- Katolski Posoł, seit 1950, obersorbisches Kirchenblatt
- Kirchliches Amtsblatt für die Bistümer der Deutschen Demokratischen Republik, sechs Ausgaben pro Jahr

### Orthodoxe Kirchen
- Stimme der Orthodoxie, der Russisch-Orthodoxen Kirche

### Weitere christliche Zeitschriften
Akademische Zeitschriften
- Theologische Literaturzeitung, Monatsschrift für den gesamten Bereich der Theologie und Religionswissenschaft

CDU und weitere nichtkirchliche Organisationen
- Neue Zeit, Tageszeitung der CDU
- Standpunkt, Zeitschrift der CDU
- Kirche im Sozialismus (KiS), 1973–1990

### Jüdische Zeitschriften
- Nachrichtenblatt des Verbandes der Jüdischen Gemeinde von Berlin und des Verbandes der Jüdischen Gemeinden in der Deutschen Demokratischen Republik (1953–1990)

## Ausland

### Über das Ausland
- Befreundete Völker in Wort und Bild – monatliche Fotowandzeitung im Verlag Volk und Welt (1955)
- Der Reporter – eine Monatszeitschrift im Kongress-Verlag Berlin (1955) (vorher: USA in Wort und Bild)
- Freie Welt, Illustrierte
- Horizont, wichtigste außenpolitische Wochenzeitung der DDR
- Presse der Sowjetunion –  vom Presseamt beim Ministerpräsidenten der DDR und der Gesellschaftc für Deutsch-Sowjetische Freundschaft, im Kongress-Verlag, dreimal wöchentlich,  mit der Beilage Die Länder der Volksdemokratie und Der amerikanische Imperialismus (1955)
- Rund um die Welt – eine internationale Monatszeitschrift im Kongress-Verlag Berlin im Umfang von 80 Seiten, Einzelpreis 0,40 DM (1955)
- Von Peking bis Tirana – eine Monatsschrift im Verlag Volk und Welt (1955), über sozialistische Länder

### Für das Ausland
- DDR. Journal aus der Deutschen Demokratischen Republik, 1966–1990, von der Gesellschaft für Kulturelle Verbindungen mit dem Ausland, vorher andere Titel Deutsche Demokratische Republik im Aufbau mit 40 Seiten im Verlag Volk und Welt (1955)
- DDR Revue – Magazin aus der DDR, herausgegeben von der Gesellschaft für Kulturelle Verbindungen mit dem Ausland und der Liga für Völkerfreundschaft der DDR, ZDB-ID 539966-x
- Democratic German Report – eine vierzehntäglich erscheinende Zeitschrift, herausgegeben vom Presseamt beim Ministerpräsidenten der Regierung der DDR in Berlin. Autor: John Peet[16]

### Aus dem Ausland
In der DDR waren einige Zeitungen und Zeitschriften aus anderen Ländern, vor allem der Sowjetunion, in deutscher und anderen Sprachen erhältlich. Dazu gehörten die Tageszeitungen vieler Kommunistische Parteien, auch aus einigen westlichen Ländern.
Tageszeitungen
- Die Wahrheit, SEW
- Freundschaft, Zeitung der sowjetdeutschen Bevölkerung in Kasachstan
- Iswestija, KPdSU
- Komsomolskaja Prawda, Jugendverband Komsomol

- L’Humanité, Französische KP
- Morning Star, KP Großbritanniens
- Prawda, KPdSU
- Rude Pravo, KPČ
- Tägliche Rundschau, 1945–1955, Sowjetische Militäradministration in Deutschland
- Trybuna Ludu, Polnische VAP
- Unsere Zeit, DKP

Weitere Zeitschriften
- Argumenty i Fakty
- Illustrierte Rundschau, 1945–1955, Halbmonatsschrift, Sowjetische Militäradministration in Deutschland[17]
- Ogonjok
- Sowjetfrau
- Sowjetunion
- Sputnik, übersetzte Auszüge aus sowjetischen Zeitungen, 1988/89 in der DDR nicht lieferbar
- Wesjolye kartinki (Lustige Bildchen), Zeitschrift mit gezeichneten Bildern

## Jahrbücher und Kalender
- Aus erster Hand – eine Schriftenreihe herausgegeben vom Staatssekretariat für westdeutsche Fragen
- Berliner Astronomisches Jahrbuch – vom Astronomischen Recheninstitut Potsdam im Akademie-Verlag Berlin
- Gegenbaurs Morphologisches Jahrbuch – Jahrbuch für mikroskopische Anatomie, Erste Abteilung. Erschien als ein Band mit vier Heften in der Akademischen Verlagsgesellschaft Geest & Portig KG Leipzig
- Jahrbuch der Sächsischen Akademie der Wissenschaften zu Leipzig ab 1949
- Deutscher Marinekalender
- NVA-Kalender
- Fliegerkalender der DDR
- Hochfrequenztechnik und Elektroakustik – ein Jahrbuch der drahtlosen Telegraphie und Telephonie im Verlag Akademische Verlagsgesellschaft Geest & Portig KG Leipzig (1955)
- Militärhistorische Studien – Neue Folge – ab 1973 vom Militärgeschichtlichen Institut der DDR herausgegeben
- Motorkalender der DDR
- Jahrbuch der Schiffahrt (von 1962 bis 1987), danach abgelöst durch Transpress Schiffahrt (2 Bände erschienen)
- Eisenbahn-Jahrbuch
- Kalender für Sternfreunde
- Jahrbuch Internationale Politik und Wirtschaft
- Wissenschaft und Menschheit
- Taschenkalender der Feuerwehr
- FDGB-Kalender
- Lehrerkalender (von September – September)
- Pionierkalender

- Urania Universum – Jahrbuch der Urania-Gesellschaft
- Zoologische Jahrbücher (Abteilung für Allgemeine Zoologie und Physiologie der Tiere) – jährlich ein Band zu vier Hefte im VEB Gustav Fischer Verlag Jena
- Zoologische Jahrbücher (Abteilung für Anatomie und Ontogenie der Tiere) – jährlich ein Band zu zwei Heften im VEB Gustav Fischer Verlag Jena
- Zoologische Jahrbücher (Abteilung für Systematik, Ökologie und Geographie der Tiere) – jährlich ein Band zu sechs Heften im VEB Gustav Fischer Verlag Jena

## Wissenschaftliche und populärwissenschaftliche Zeitschriften
- Allgemeine Botanische Zeitung (Flora)- jährlich sechs Hefte im VEB Gustav Fischer Verlag Jena
- Angewandte Meteorologie – Beiheft zur Zeitschrift für Meteorologie – erschien unregelmäßig im Akademie-Verlag Berlin
- Annalen der Physik – jährlich erschienen zwei Bände zu je acht Heften im Verlag Johann Ambrosius Barth Leipzig
- Archiv für Agrarökonomie – eine Publikation der Deutschen Akademie der Landwirtschaftswissenschaften zu Berlin im Akademie-Verlag Berlin (1955)
- Archiv für Experimentelle Veterinärmedizin – unregelmäßig sechs Hefte im Jahr im S. Hirzel Verlag Leipzig
- Archiv für Forstwesen – eine Publikation des Instituts für Waldbau, Forstwirtschaftliche Fakultät Eberswalde im Akademie-Verlag Berlin, erschien in acht Heften im Jahr (1955)
- Archiv für Gartenbau – eine zweimonatlich erschienene Publikation des Instituts für Gartenbau in Großbeeren im Akademie-Verlag Berlin (1955)
- Archiv für Geflügelzucht und Kleintierkunde – eine zweimonatlich erschienene Publikation des Instituts für Kleintierzucht Berlin, im Akademie-Verlag Berlin
- Archiv für physikalische Therapie – Balneologie und Klimatologie – jährlich sechs Hefte im VEB Georg Thieme Verlag Leipzig
- Archiv für Protistenkunde – jährlich ein Band zu vier Hefte im VEB Gustav Fischer Verlag Jena
- Archiv für Tierernährung – erschien zweimonatlich im Akademie-Verlag Berlin
- Archiv für Tierzucht – erschien zweimonatlich im Akademie-Verlag Berlin

- Astronomie und Raumfahrt
- Astronomie in der Schule
- Astronomische Nachrichten
- Beiheft zum Archiv für Tierernährung – erschien unregelmäßig im Akademie-Verlag Berlin
- Beihefte zu Feddes Repertorium specierum novarum regni vegetables – vom Institut für Agrarbiologie Greifswald, erschien unregelmäßig im Akademie-Verlag Berlin
- Beihefte zur Zeitschrift Geologie – unregelmäßige Ausgaben der Staatlichen Geologischen Kommission Berlin im Akademie-Verlag Berlin

- Beiträge zur Vogelkunde – jährlich ein Band zu sechs Heften in Akademische Verlagsgesellschaft Geest & Portig KG Leipzig
- Bergakademie – eine monatliche Zeitschrift der Bergakademie Freiberg für Bergbau, Hüttenwesen und Ergänzungswissenschaften im Akademie-Verlag Berlin
- Bergbautechnik – eine monatliche technisch-wissenschaftliche Zeitschrift für den Kohle-, Erz- und Salzbergbau, für Aufbereitung und Brikettierung im VEB Verlag Technik Berlin
- Berichte der Geologischen Gesellschaft in der Deutschen Demokratischen Republik für das Gesamtgebiet der geologischen Wissenschaft – eine vierteljährliche Ausgabe im Akademie-Verlag Berlin
- Biologisches Zentralblatt – jährlich sechs Doppelhefte vom Institut für Kulturpflanzenforschung Halle (Saale) im VEB Georg Thieme Verlag Leipzig
- Chemie der Erde – Zeitschrift für chemische Mineralogie, Petrographie, Bodenkunde und Geochemie – jährlich ein Band im VEB Gustav Fischer Verlag Jena
- Chemische Technik – eine monatliche wissenschaftliche Zeitschrift für Gebiete der angewandten Chemie und chemischen Technik im VEB Verlag Technik Berlin
- Chemisches Zentralblatt – ein vollständiges Repertorium für alle Zweige der reinen und angewandten Chemie – erschien wöchentlich im Akademie-Verlag Berlin in der Arbeitsgemeinschaft mit dem Verlag Chemie Weimar
- Das neue wissenschaftliche Buch (Reihe A: Naturwissenschaften – Technik – Reihe B: Gesellschaftswissenschaft) – Neuerwerbungen der wissenschaftlichen Bibliotheken der DDR von der Deutschen Staatsbibliothek Berlin im Verlag Otto Harrassowitz Leipzig monatlich erschienen
- Der Verkehrspraktiker – Zeitschrift für Theorie und Praxis des Kraftverkehrs und des Städtischen Nahverkehrs im Verlag Die Wirtschaft Berlin
- Der Zoologische Garten – Zeitschrift für die gesamte Tiergärtnerei – jährlich ein Band zu sechs Heften in Akademische Verlagsgesellschaft Geest & Portig KG Leipzig
- Deutsche Agrartechnik – eine monatliche landtechnische Zeitschrift für Wissenschaft und Praxis im VEB Verlag Technik
- Deutsche Eisenbahntechnik – eine technisch-wissenschaftliche Zeitschrift für Bau, Betrieb und Unterhaltung schienengebundener Verkehrseinrichtungen im VEB Verlag Technik (1955)
- Deutsche Elektrotechnik – eine monatliche technisch-wissenschaftliche Zeitschrift für Elektromaschinenbau, Licht- und Meßtechnik und der Beilage Elektrofertigung aus dem VEB Verlag Technik (1955)
- Deutsche Entomologische Zeitschrift – vom Zoologischen Museum Berlin, jährlich ein Band mit fünf Heften im Akademie-Verlag Berlin
- Deutsche Finanzwirtschaft, Verlag Die Wirtschaft Berlin, erschien zweimal im Monat, sie vereinigte die 3 Fachausgaben: Staatshaushalt, Finanzen und Buchführung, Geld und Kredit / Versicherung

- Die Sterne – Zeitschrift für alle Gebiete der Himmelskunde im Johann Ambrosius Barth Verlag Leipzig

- Energietechnik – eine monatliche technisch-wissenschaftliche Zeitschrift für die Energieerzeugung und -Verwendung im VEB Verlag Technik (1955)

- Experimentelle Technik der Physik – vom II. Physikalischen Institut der Humboldt-Universität Berlin, erschien jährlich in vier Heften im VEB Deutscher Verlag der Wissenschaften Berlin
- Faserforschung und Textiltechnik – eine monatliche technisch-wissenschaftliche Zeitschrift für die Textilindustrie vom Institut für Faserstoff-Forschung Teltow-Seehof, im Akademie-Verlag Berlin (1955)
- Feddes Repertorium specierum novarum regni vegetables – vom Institut für Agrarbiologie Greifswald, jährlich zwei Bände zu je drei Heften im Akademie-Verlag Berlin
- Forschungen und Fortschritte – ein monatliches Nachrichtenblatt der deutschen Wissenschaft und Technik der Deutschen Akademie der Wissenschaften zu Berlin im Akademie-Verlag Berlin (1955)
- Fortschritte der Physik – vom II. Physikalischen Institut der Humboldt-Universität Berlin, erschien monatlich im Akademie-Verlag Berlin
- Geologie – Zeitschrift für das gesamte Gebiet der Geologie und Mineralogie sowie der angewandten Geophysik – jährlich acht Hefte von der Staatlichen Geologischen Kommission Berlin im Akademie-Verlag Berlin
- Gerlands Beiträge zur Geophysik – jährlich zwei Bände zu je vier Heften in der Akademischen Verlagsgesellschaft Geest & Portig KG Leipzig

- Journal für praktische Chemie – jährlich bis zu drei Bände (ein Band zu sechs Heften) im Verlag Johann Ambrosius Barth Leipzig
- Kühn-Archiv – Arbeiten der Landwirtschaftlichen Fakultät der Martin-Luther-Universität Halle/Wittenberg, erschien unregelmäßig im VEB Max Niemeyer Verlag Halle (Saale) (1955)
- Kulturbauten – Zeitschrift zu Architektur und Bühnentechnik von Kulturbauten (Hrsg. Institut für Kulturbauten Berlin)
- Landwirtschaftliches Zentralblatt (Abteilung 1: Landtechnik, Abteilung 2: Pflanzliche Produktion, Abteilung 4: Veterinärmedizin) der Deutschen Akademie der Landwirtschaftswissenschaften zu Berlin, erschien monatlich im Akademie-Verlag Berlin (1955)
- Maschinenbautechnik – eine monatliche technisch-wissenschaftliche Zeitschrift für Werkzeugmaschinen-, Schwermaschinen-, Kraft- und Arbeitsmaschinenbau aus dem VEB Verlag Technik
- Mathematische Nachrichten – eine monatliche Ausgabe vom Forschungsinstitut für Mathematik Berlin im Akademie-Verlag Berlin

- Militärgeschichte – Zeitschrift herausgegeben vom Militärgeschichtlichen Institut der DDR (1972–1990)
- Mitteilungen aus dem Zoologischen Museum Berlin – eine halbjährliche Ausgabe im Akademie-Verlag Berlin

- Monatshefte für Veterinärmedizin – erschien zweimal im Monat im S. Hirzel Verlag Leipzig
- Montanwissenschaftliche Literaturberichte – eine monatliche Mitteilung der Bergakademie Freiberg im Akademie-Verlag Berlin
- Mykologisches Mitteilungsblatt: pilzkundliche Zeitschrift für den interessierten und fortgeschrittenen Amateur / hrsg. vom Landeshygieneinstitut Halle/S (ab 1957)

- Nachrichtentechnik – eine monatliche technisch-wissenschaftliche Zeitschrift für Elektroakustik, Hochfrequenz- und Fernmeldetechnik im VEB Verlag Technik (1955)
- Neue Hütte – eine monatliche technisch-wissenschaftliche Zeitschrift für das Hüttenwesen im VEB Verlag die Technik
- Neuerscheinungen wissenschaftlicher Literatur aus den Ländern der Volksdemokratien und der Volksrepublik China – eine Ausgabe zweimal im Monat hersg. von der Zentralstelle für wissenschaftliche Literatur Berlin (1955)

- Pädagogik – Organ des Deutschen Pädagogischen Zentralinstituts – erschien monatlich im Verlag Volk und Wissen Berlin
- Pädiatrie (Deutsche Ausgabe) – erschien unregelmäßig zweimal im Monat im VEB Verlag Volk und Gesundheit Berlin

- Physikalische Berichte – eine monatliche Ausgabe im Akademie-Verlag Berlin (1955)
- Plaste und Kautschuk – eine monatliche technisch-wissenschaftliche Zeitschrift für Herstellung, Anwendung und Verarbeitung von Plasten und Kautschuk im VEB Verlag Technik Berlin ab Januar 1954

- Raumfahrt informativ – zweimonatliche Druckschrift Urania Bezirksvorstand Magdeburg und Bezirksleitung des Kulturbundes Neubrandenburg (1983)[18]
- rechentechnik/datenverarbeitung – Monatszeitschrift für EDV; zusätzlich erschien vierteljährlich ein Beiheft, aus dem die Zeitschrift edv aspekte hervorging

- Schiffbautechnik – eine monatliche Zeitschrift für alle Gebiete des Schiff- und Schiffsmaschinenbaus aus dem VEB Verlag Technik (1955)
- Schweißtechnik – eine monatliche technisch-wissenschaftliche Zeitschrift für alle Gebiete der Schweiß-, Schneid- und Löttechnik aus dem VEB Verlag Technik (1955)
- Seewirtschaft
- Silikattechnik – eine monatliche technisch-wissenschaftliche Zeitschrift für Keramik, Glas, Email, Kalk und Zement im VEB Verlag Technik Berlin (1955)
- Sprachpflege – ein Sonderdruck aus der Zeitschrift Papier und Druck – erschien vierteljährlich im Verlag Die Wirtschaft Berlin (1955)
- Textil- und Faserstofftechnik – eine monatliche technisch-wissenschaftliche Zeitschrift für alle Zweige der Textilindustrie im VEB Verlag Technik (1955)

- Theorie und Praxis der Körperkultur – sportwissenschaftliche Publikation des Staatssekretariats für Körperkultur und Sport im Sportverlag Berlin (1952–1990)
- Theorie und Praxis des Leistungssports – sportwissenschaftliche Zeitschrift (1952–1990)
- Uhu, für Naturfreunde, 1985–1989, allgemeines Naturschutzmagazin
- Urania
- Vermessungstechnik – eine monatliche technisch-wissenschaftliche Zeitschrift für das Vermessungs- und Kartenwesen im VEB Verlag Technik (1955)
- Wasserwirtschaft, Wassertechnik: eine wissenschaftliche Zeitschrift der Kammer der Technik (Fachverband „Wasser“) für Technik und Ökonomik der Wasserwirtschaft ab 1975 im Verlag für Bauwesen Berlin
- wir – wissenschaftlich, informativ, richtungweisend – eine Publikation der SED-Hochschulparteileitung der Pädagogischen Hochschule Erfurt (1976–1989)
- Wirtschaftswissenschaft – eine zweimal im Monat erschienene Zeitschrift für theoretische Fragen der Wirtschaft im Verlag Die Wirtschaft Berlin (1955)
- Wissenschaft und Fortschritt
- Wissenschaftliche Annalen – eine monatliche Ausgabe der Redaktion der Deutschen Akademie der Wissenschaften zu Berlin im Akademie-Verlag Berlin (1955)
- Wissenschaftliche Zeitschrift der Hochschule für Verkehrswesen – eine Publikation der Hochschule für Verkehrswesen „Friedrich List“ Dresden ab 1953
- ZAMM – Zeitschrift für angewandte Mathematik und Mechanik – eine monatliche Zeitschrift von ingenieur-wissenschaftlichen Forschungsarbeiten im Akademie-Verlag Berlin

- Zeitschrift für Angewandte Geologie – erschien monatlich im Auftrag der Staatlichen Geologischen Kommission Berlin im Akademie-Verlag Berlin
- Zeitschrift für anorganische und allgemeine Chemie – im Jahr bis zu vier Bände (ein Band zu je sechs Heften) im Verlag Johann Ambrosius Barth Leipzig
- Zeitschrift für Chemie – erschien 1961–1990 mit monatlichen Heften im Deutschen Verlag für Grundstoffindustrie, Leipzig. Mitteilungszeitschrift der CG der DDR. 1991 integriert in die GDCh-Zeitschrift für Angewandte Chemie
- Zeitschrift für Fischerei und deren Hilfswissenschaften, erschien mit acht Heften im Jahr im Neumann Verlag Radebeul (1955)
- Zeitschrift für landwirtschaftliches Versuchs- und Untersuchungswesen vom Oskar-Kellner-Institut für Tierernährung Rostock im Akademie-Verlag Berlin
- Zeitschrift für Mathematische Logik und Grundlagen der Mathematik – jährlich ein Band zu vier Heften vom Institut für Mathematische Logik der Humboldt-Universität Berlin im VEB Deutscher Verlag der Wissenschaften Berlin
- Zeitschrift für Meteorologie – erschien monatlich im Akademie-Verlag Berlin

- Zeitschrift für Militärgeschichte – herausgegeben vom Militärgeschichtlichen Institut der DDR (1961–1972)
- Zeitschrift für Militärmedizin – zweimonatliche Ausgabe der militärmedizinischen Sektion der Universität Greifswald

- Zeitschrift für physikalische Chemie – jährlich ein Band zu sechs Heften in Akademische Verlagsgesellschaft Geest & Portig KG Leipzig
- Zeitschrift für wissenschaftliche Photographie, Photophysik und Photochemie – jährlich zwei Bände zu je 12 Heften im Johann Ambrosius Barth Verlag Leipzig
- Zeitschrift für wissenschaftliche Zoologie – jährlich ein Band zu vier Heften in Akademische Verlagsgesellschaft Geest & Portig KG Leipzig
- Zentralblatt für Bakteriologie, Parasitenkunde, Infektionskrankheiten und Hygiene (2. Abteilung: Allgemeine landwirtschaftlich-technische Nahrungsmittel-Bakteriologie und Mykologie, Protozoologie, Pflanzenkrankheiten und Pflanzenschutz sowie Tierkrankheiten) – jährlich erschien ein Band zu 26 Heften im VEB Gustav Fischer Verlag Jena

- Zoologischer Anzeiger – erschien monatlich in Akademische Verlagsgesellschaft Geest & Portig KG Leipzig

## Unabhängige Zeitschriften

### 1982–1989
In der DDR gab es seit 1982 einige Publikationen, die ohne staatliche Genehmigung verbreitet wurden. Diese waren Samisdat-Kunst- oder Literaturzeitschriften, sowie inoffizielle Informationsblätter von Gruppen, die sich zu Problemen in der DDR, zu Umwelt- und Gerechtigkeitsfragen äußerten. Diese wurden meist mit Schreibmaschine geschrieben und mit verschiedenen Techniken (Wachsmatrizen, Ormig) vervielfältigt. Die bekanntesten oppositionellen Publikationen waren
- Friedrichsfelder Feuermelder
- grenzfall, 1986–1987, 17 Ausgaben
- Umweltblätter, seit 1987 in der Umweltbibliothek Berlin, jetzt telegraph

### 1989–1990
Ab Ende 1989 erschienen über 80 neue Zeitungen und Zeitschriften in der DDR, die meist ihr Erscheinen bald wieder einstellen mussten. Die bekanntesten waren
- die andere
- Die andere Leipziger Zeitung
- Mecklenburger Aufbruch

## Weitere Zeitschriften
- Der Stenofreund – Zeitschrift für Deutsche Stenografie (Ausgabe A) – eine monatliche Fachzeitschrift für deutsche Stenografie und Maschinenschreiben vom Stenografischen Landesamt Dresden im Fachbuchverlag Leipzig (1955)
- Der Stenopraktiker – Zeitschrift für Deutsche Stenografie (Ausgabe B als Eilschrift) – Monatsblätter zur Pflege der Deutschen Stenografie in Theorie und Praxis vom Stenografischen Amt Berlin von Hermann Janicke Berlin im Fachbuchverlag Leipzig (1955)

- Statistische Praxis – eine monatliche Zeitschrift für theoretische und angewandte Forschungs-, Verwaltungs- und Betriebsstatistik im VEB Deutscher Zentralverlag Berlin
- Technologische Planung und Betriebsorganisation – eine monatliche Zeitschrift für Fragen der technologischen Planung, der Standardisierung und Betriebsorganisation im VEB Verlag Technik Berlin
- Typografie – eine monatliche Zeitschrift im Verlag Die Wirtschaft (1955)